# Colombia en la clasificación de Conmebol para la Copa Mundial de Fútbol de 2018
La Selección de fútbol de Colombia fue uno de los diez equipos nacionales que participaron en la clasificación de Conmebol para la Copa Mundial de Fútbol de 2018, en la que se definió los representantes de Conmebol para la Copa Mundial de Fútbol de 2018 que se ha desarrollado en Rusia.
La etapa preliminar —también denominada eliminatorias o clasificatorias — de la región de América del Sur se realizó desde el 8 de octubre de 2015 hasta el 10 de octubre de 2017. El torneo definió los equipos que representarán a la Confederación Sudamericana de Fútbol en la Copa Mundial de Fútbol. La Conmebol aprobó la elaboración de un nuevo Fixture para este proceso, el cual se dio a conocer el 25 de julio de 2015 en el Palacio de Constantino de San Petersburgo.

## Sistema de juego
El sistema de juego de las eliminatorias consistió por 6 ocasión consecutiva, en enfrentamientos de ida y vuelta todos contra todos, en total 18 jornadas, en formato de «liga».
Esta edición contó con la participación nuevamente de Brasil en los clasificatorios luego de su ausencia en la última versión. 
En una decisión excepcional de la Conmebol, se sorteó el calendario de partidos que cambió luego de 4 ediciones de este formato. 
El 29 de mayo de 2015, luego del 65.º Congreso de la FIFA realizado en Zúrich, el entonces presidente de la Conmebol Juan Ángel Napout anunció que Suramérica mantiene sus 4.5 cupos, para la Copa Mundial de Fútbol, por lo tanto el formato se mantendrá de la siguiente manera: 
Los primeros cuatro puestos accedieron de manera directa a la Copa Mundial de Fútbol de 2018, y el quinto disputó una serie eliminatoria a dos partidos de ida y vuelta (repechaje o repesca) frente a la selección clasificada de la OFC. En ese orden de ideas, si Colombia quiere clasificar a la copa Mundial de Fútbol, debía posicionarse entre estos 4 primeros lugares, con la última opción de quedar en la quinta posición para jugar una repesca.

## Participante
| Selección de fútbol de Colombia |                                        |                      |
| Ciudad                          | Estadio                                | Entrenador           |
| Barranquilla                    | Estadio Metropolitano Roberto Meléndez | José Néstor Pékerman |
|                                 |                                        |                      |
| Federación Colombiana de Fútbol |                                        |                      |

## Previa y preparación
Previo a su participación para la clasificación de la copa mundial de Fútbol, Colombia enfrentó una nueva edición de la Copa América a jugarse en Chile. De manera excepcional, por motivos de celebración del centenario de este torneo, Colombia jugó otra edición de este torneo a celebrarse en Estados Unidos, esta se llamó la Copa América Centenario.

## Proceso de clasificación
Para el sorteo , se estableció que a cada selección se le asigna un número del 1 al 10. Otro aspecto, también definido con antelación, señala que los duelos correspondientes a la primera jornada serán los mismos que los de la última fecha (la 18.ª), invirtiéndose el orden de las localías. De esta manera, los partidos de la fecha 2 tendrán sus respectivas revanchas en la 10, la 3 en la 11, la 4 en la 12, la 5 en la 13, la 6 en la 14, la 7 en la 15, la 8 en la 16 y finalmente la 9 en la 17. En ese orden de ideas, Colombia quedaría sorteado como el equipo 1, por lo tanto su calendario quedó establecido de la siguiente manera: 

### Primera vuelta

#### 2015
En octubre de 2015, afrontó su primer partido frente a Perú de local venciendo 2 por 0 con goles de Teófilo Gutiérrez y Edwin Cardona, 5 días después viajarían a Montevideo para enfrentarse a Uruguay donde caerían goleados 3 - 0 con goles de Diego Godín, Diego Rolán y Abel Hernández además de no contar para los próximos partidos con Juan Guillermo Cuadrado por salir expulsado al final del partido.
En noviembre de 2015, viajó a Santiago para enfrentarse a Chile empatando 1 - 1 con goles de Arturo Vidal para los locales y James Rodríguez para Colombia, además de tener las bajas de Santiago Arias y Carlos Sánchez por acumulación de tarjetas para el próximo partido; y como local cerró ante Argentina donde se perdería por la mínima diferencia con gol de Lucas Biglia y perdería para el próximo partido al central Cristian Zapata por suspensión.

#### 2016
El 23 de marzo de 2016, viajó a la La Paz para enfrentarse a Bolivia donde consiguió su segunda victoria consecutiva, esta vez por 2-3 con goles de James Rodríguez, Carlos Bacca y Edwin Cardona al minuto 93, en este partido hicieron su debut con la selección mayor Sebastián Pérez, Guillermo Celis, Farid Díaz y Marlos Moreno con tan sólo 19 años, quien asistió el último gol; para los locales marcarían Juan Carlos Arce de penal y Alejandro Chumacero, luego, el 29 de marzo se enfrentó a Ecuador de local en el Estadio Metropolitano de Barranquilla donde lograría ganarle al que hasta ese entonces líder de la eliminatoria 3-1 con doblete de Carlos Bacca y otro de Sebastián Pérez, para la visita marcaría Michael Arroyo de tiro libre al último minuto;

En septiembre se reanudaron las eliminatorias con las fechas 7 y 8 donde la selección recibió en Barranquilla a Venezuela ganando 2-0 con goles de James Rodríguez y Macnelly Torres, desde 2007 Colombia no le ganaba a Venezuela, llegando al tercer puesto de la eliminatoria con 13 puntos. El 6 de septiembre Colombia visitó en Manaus a Brasil, donde la victoria fue para los locales, 2-1 con goles de João Miranda y Neymar, el descuento fue con el autogol de Marquinhos; un mes después, el 6 de octubre se reanudaron las fechas de las eliminatorias donde Colombia visitó a Paraguay en Asunción y cerró la primera ronda con victoria por la mínima diferencia con un gol de Edwin Cardona al minuto 92 y ganaría por quinta vez consecutiva en Paraguay.

### Segunda vuelta

#### 2016
El 11 de octubre comienza la segunda ronda donde Colombia recibiría a Uruguay en Barranquilla empatando a dos goles con anotaciones de Abel Aguilar y Yerry Mina el que sería su primer gol con la selección nacional, en la visita anotaría Cristian Rodríguez y Luis Suárez. El 10 de noviembre se reanudan las Eliminatorias en la fecha 11 donde Colombia recibió a Chile en Barranquilla en el que empatarían a cero goles con un discreto partido del seleccionado colombiano donde además tendría de bajas para el próximo partido a los defensores Oscar Murillo por acumulación de tarjetas amarillas y Yerry Mina quien saldría por lesión, terminaría el año 2016 visitando a Argentina en San Juan con una derrota por 3 a 0 con goles Lionel Messi, Lucas Pratto y Ángel Di María cerrando el año en la sexta posición con 18 puntos.

#### 2017
Las eliminatorias se reanudaron el 23 de marzo de 2017 con la fecha 13 donde Colombia recibió a Bolivia en Barranquilla, venciendo con un gol de James Rodríguez llegando a 21 puntos, el 28 de marzo visitaron a Ecuador en Quito donde dieron la sorpresa los cafeteros al vencer por 0-2 a los ecuatorianos con goles de James Rodríguez y Juan Guillermo Cuadrado llegando al segundo lugar de la Eliminatoria, después de 20 años que Colombia no vencía a Ecuador en Quito la última vez fue en la Eliminatoria hacia Francia 1998 con gol de Faustino Asprilla, el 31 de agosto se jugó la fecha 15 donde Colombia visitó a Venezuela en la ciudad de San Cristóbal donde los cafeteros sacaron un empate al igualar sin goles 0-0 llegando a 25 unidades además siguiendo la racha de 21 años sin ganar en Venezuela y en la fecha 16 recibió en Barranquilla a Brasil donde los colombianos con garra lograron sacarle un empate valioso ante los brasileños 1-1 donde el primer gol fue obra de Willian para la visita mientras que Falcao Garcia regresó con gol para empatar el juego de un cabezazo tras un centro de Santiago Arias sumando así su primer gol en todas las eliminatorias; Colombia se ubicaría tercera con 26 puntos, cerca de clasificar a Rusia 2018, sin embargo en la penúltima fecha la selección recibió en su último partido en Barranquilla a Paraguay donde la selección colombiana se comprometió al caer por 1-2 con goles de Oscar Cardozo y Antonio Sanabria, para los paraguayos mientras que Radamel Falcao García descontó para los locales, (puesto que este le daba el pase a Rusia 2018) colocando en peligro la clasificación, además perdiendo por tarjetas amarillas al líder defensivo Cristian Zapata para la última fecha de eliminatorias en Lima a Perú donde logró el empate 1 por 1 el 10 de octubre con gol de James Rodríguez tras asistencia de Radamel Falcao García y para los locales marco Paolo Guerrero, certificando su sexta participación orbital, Colombia clasificó a Rusia 2018 con 27 puntos en el cuarto lugar por detrás de Argentina.
El máximo goleador de la Selección Colombia fue James Rodríguez con 6 goles quien además fue también el que más veces asistido con 4 asistencias, y el jugador con más minutos en las eliminatorias fue el guardameta David Ospina, quien fue titular en todos los partidos de eliminatorias y jugó 1.620 minutos. Colombia alcanzó el 13° puesto en la Clasificación mundial de la FIFA, quedando 10 puestos atrás de lo que había quedado para ser cabeza de serie en Brasil 2014 así asegurando quedar en el bombo número 2 para Rusia.

## Tabla de posiciones
| Pos. | Selección | Pts. | PJ | G  | E | P  | GF | GC | Dif. |
| ---- | --------- | ---- | -- | -- | - | -- | -- | -- | ---- |
| 1.   | Brasil    | 41   | 18 | 12 | 5 | 1  | 41 | 11 | 30   |
| 2.   | Uruguay   | 31   | 18 | 9  | 4 | 5  | 32 | 20 | 12   |
| 3.   | Argentina | 28   | 18 | 7  | 7 | 4  | 19 | 16 | 3    |
| 4.   | Colombia  | 27   | 18 | 7  | 6 | 5  | 21 | 19 | 2    |
| 5.   | Perú      | 26   | 18 | 7  | 5 | 6  | 27 | 26 | 1    |
| 6.   | Chile     | 26   | 18 | 8  | 2 | 8  | 26 | 27 | -1   |
| 7.   | Paraguay  | 24   | 18 | 7  | 3 | 8  | 19 | 25 | -6   |
| 8.   | Ecuador   | 20   | 18 | 6  | 2 | 10 | 26 | 29 | -3   |
| 9.   | Bolivia   | 14   | 18 | 4  | 2 | 12 | 16 | 38 | -22  |
| 10.  | Venezuela | 12   | 18 | 2  | 6 | 10 | 19 | 35 | -16  |

### Evolución de posiciones
| Fecha    | 1   | 2   | 3   | 4   | 5   | 6   | 7   | 8   | 9   | 10  | 11  | 12  | 13  | 14  | 15  | 16  | 17  | 18  |
| -------- | --- | --- | --- | --- | --- | --- | --- | --- | --- | --- | --- | --- | --- | --- | --- | --- | --- | --- |
| Colombia | 2.º | 6.º | 6.º | 7.° | 7.° | 5.º | 3.º | 5.º | 4.º | 4.º | 3.º | 6.º | 4.º | 2.° | 2.° | 3.° | 4.° | 4.° |

### Puntos obtenidos contra cada Selección durante las eliminatorias
La siguiente es una tabla detallada de los 27 puntos obtenidos contra cada una de las 9 selecciones que enfrentó la Selección Colombia durante las eliminatorias. 
| VS        | Bandera de Argentina | Bandera de Bolivia | Bandera de Brasil | Bandera de Chile | Bandera de Ecuador | Bandera de Paraguay | Bandera de Perú | Bandera de Uruguay | Bandera de Venezuela | Total | Pos |
| --------- | -------------------- | ------------------ | ----------------- | ---------------- | ------------------ | ------------------- | --------------- | ------------------ | -------------------- | ----- | --- |
| Local     | 0                    | 3                  | 1                 | 1                | 3                  | 0                   | 3               | 1                  | 3                    | 15    | 4.º |
| Visitante | 0                    | 3                  | 0                 | 1                | 3                  | 3                   | 1               | 0                  | 1                    | 12    | 4.º |
| Total     | 0                    | 6                  | 1                 | 2                | 6                  | 3                   | 4               | 1                  | 4                    | 27    | 4.º |

## Partidos

### Primera vuelta
| Jornada   | Fecha                   | Estadio                        | Racha | Local    |                     | Resultado |                      | Visitante |
| --------- | ----------------------- | ------------------------------ | ----- | -------- | ------------------- | --------- | -------------------- | --------- |
| Jornada 1 | 8 de octubre de 2015    | Metropolitano, Barranquilla    | Sí    | Colombia | Bandera de Colombia | 2:0 (1:0) | Bandera de Perú      | Perú      |
| Jornada 2 | 13 de octubre de 2015   | Centenario, Montevideo         | No    | Uruguay  | Bandera de Uruguay  | 3:0 (1:0) | Bandera de Colombia  | Colombia  |
| Jornada 3 | 12 de noviembre de 2015 | Nacional de Chile, Santiago    |       | Chile    | Bandera de Chile    | 1:1 (1:0) | Bandera de Colombia  | Colombia  |
| Jornada 4 | 17 de noviembre de 2015 | Metropolitano, Barranquilla    | No    | Colombia | Bandera de Colombia | 0:1 (0:1) | Bandera de Argentina | Argentina |
| Jornada 5 | 24 de marzo de 2016     | Hernando Siles, La Paz         | Sí    | Bolivia  | Bandera de Bolivia  | 2:3 (0:2) | Bandera de Colombia  | Colombia  |
| Jornada 6 | 29 de marzo de 2016     | Metropolitano, Barranquilla    | Sí    | Colombia | Bandera de Colombia | 3:1 (1:0) | Bandera de Ecuador   | Ecuador   |
| Jornada 7 | 1 de septiembre de 2016 | Metropolitano, Barranquilla    | Sí    | Colombia | Bandera de Colombia | 2:0 (1:0) | Bandera de Venezuela | Venezuela |
| Jornada 8 | 6 de septiembre de 2016 | Arena da Amazonia, Manaus      | No    | Brasil   | Bandera de Brasil   | 2:1 (1:1) | Bandera de Colombia  | Colombia  |
| Jornada 9 | 6 de octubre de 2016    | Defensores del Chaco, Asunción | Sí    | Paraguay | Bandera de Paraguay | 0:1 (0:0) | Bandera de Colombia  | Colombia  |

### Segunda vuelta
| Jornada    | Fecha                   | Estadio                     | Racha | Local     |                      | Resultado |                     | Visitante |
| ---------- | ----------------------- | --------------------------- | ----- | --------- | -------------------- | --------- | ------------------- | --------- |
| Jornada 10 | 11 de octubre de 2016   | Metropolitano, Barranquilla |       | Colombia  | Bandera de Colombia  | 2:2 (1:1) | Bandera de Uruguay  | Uruguay   |
| Jornada 11 | 10 de noviembre de 2016 | Metropolitano, Barranquilla |       | Colombia  | Bandera de Colombia  | 0:0       | Bandera de Chile    | Chile     |
| Jornada 12 | 15 de noviembre de 2016 | Bicentenario, San Juan      | No    | Argentina | Bandera de Argentina | 3:0 (2:0) | Bandera de Colombia | Colombia  |
| Jornada 13 | 23 de marzo de 2017     | Metropolitano, Barranquilla | Sí    | Colombia  | Bandera de Colombia  | 1:0 (0:0) | Bandera de Bolivia  | Bolivia   |
| Jornada 14 | 28 de marzo de 2017     | Olímpico Atahualpa, Quito   | Sí    | Ecuador   | Bandera de Ecuador   | 0:2 (0:2) | Bandera de Colombia | Colombia  |
| Jornada 15 | 31 de agosto de 2017    | Pueblo Nuevo, San Cristóbal |       | Venezuela | Bandera de Venezuela | 0:0       | Bandera de Colombia | Colombia  |
| Jornada 16 | 5 de septiembre de 2017 | Metropolitano, Barranquilla |       | Colombia  | Bandera de Colombia  | 1:1 (0:1) | Bandera de Brasil   | Brasil    |
| Jornada 17 | 5 de octubre de 2017    | Metropolitano, Barranquilla | No    | Colombia  | Bandera de Colombia  | 1:2 (0:0) | Bandera de Paraguay | Paraguay  |
| Jornada 18 | 10 de octubre de 2017   | Nacional, Lima              |       | Perú      | Bandera de Perú      | 1:1 (0:0) | Bandera de Colombia | Colombia  |

## Estadísticas

### Goleadores
En este apartado se encuentran, en detalle, los jugadores que han marcado goles con la camiseta de la selección de Colombia, durante las eliminatorias:
| Jugador                 | Equipo (s)                                                               | Goles anotados | PJ | Minutos jugados | Tarjetas Amarillas | Doble tarjeta amarilla y tarjeta roja | Tarjetas roja directa |
| ----------------------- | ------------------------------------------------------------------------ | -------------- | -- | --------------- | ------------------ | ------------------------------------- | --------------------- |
| James Rodríguez         | Real Madrid (2015-2017) Bayern Múnich (2017)                             | 6              | 13 | 1165'           | 1                  | 0                                     | 0                     |
| Edwin Cardona           | Monterrey (2015-2017) Boca Juniors (2017)                                | 3              | 15 | 809'            | 1                  | 0                                     | 0                     |
| Carlos Bacca            | Milán (2015-2017) Villarreal (2017)                                      | 3              | 13 | 836'            | 0                  | 0                                     | 0                     |
| Radamel Falcao García   | Chelsea (2015-2016) Mónaco (2016-2017)                                   | 2              | 8  | 513'            | 1                  | 0                                     | 0                     |
| Sebastián Pérez         | Atlético Nacional (2015-2016) Boca Juniors (2016)                        | 1              | 2  | 146'            | 0                  | 0                                     | 0                     |
| Teófilo Gutiérrez       | Sporting de Lisboa (2015-2016) Rosario Central (2016-2017) Junior (2017) | 1              | 5  | 236'            | 1                  | 0                                     | 0                     |
| Yerry Mina              | Palmeiras (2016-2017)                                                    | 1              | 5  | 442'            | 0                  | 0                                     | 0                     |
| Macnelly Torres         | Atlético Nacional (2015-2017)                                            | 1              | 8  | 454'            | 0                  | 0                                     | 0                     |
| Abel Aguilar            | Deportivo Cali (2016-2017)                                               | 1              | 8  | 617'            | 1                  | 0                                     | 0                     |
| Juan Guillermo Cuadrado | Juventus (2015-2017)                                                     | 1              | 15 | 1140'           | 3                  | 0                                     | 1                     |

### Asistencias
En este apartado se encuentran, en detalle, los jugadores que han hecho asistencias con la camiseta de la selección de Colombia, durante las eliminatorias:
| Jugador                 | Equipo (s)                                               | Asistencias | PJ | Minutos jugados |
| ----------------------- | -------------------------------------------------------- | ----------- | -- | --------------- |
| James Rodríguez         | Real Madrid (2015-2017) Bayern Múnich (2017)             | 4           | 13 | 1165'           |
| Carlos Bacca            | Milán (2015-2017) Villarreal (2017)                      | 3           | 13 | 836'            |
| Juan Guillermo Cuadrado | Juventus (2015-2017)                                     | 3           | 15 | 1140'           |
| Luis Fernando Muriel    | Sampdoria (2015-2017) Sevilla (2017)                     | 2           | 10 | 484'            |
| Marlos Moreno           | Atlético Nacional (2016) Deportivo La Coruña (2016-2017) | 1           | 3  | 18'             |
| Miguel Borja            | Atlético Nacional (2016) Palmeiras (2017)                | 1           | 2  | 136'            |
| Yimmi Chará             | Atlético Junior (2017)                                   | 1           | 4  | 144'            |
| Radamel Falcao García   | Chelsea (2015-2016) Mónaco (2016-2017)                   | 1           | 8  | 513'            |
| Edwin Cardona           | Monterrey (2015-2017) Boca Juniors (2017)                | 1           | 15 | 809'            |
| Cristian Zapata         | Milán (2015-2017)                                        | 1           | 10 | 900'            |
| Santiago Arias          | PSV Eindhoven (2015-2017)                                | 1           | 12 | 1140'           |

### Resultado Final
| Colombia                                                   |
| Clasificado                                                |
|                                                            |
| Sexta Participación (1962, 1990, 1994, 1998, 2014 y 2018.) |

## Uniforme
Para las eliminatorias al mundial Rusia 2018 los uniformes de Colombia son confeccionados por la multinacional alemana Adidas. 
| Proveedor                | Proveedor |
| Ubicación                | Marca     |
| ------------------------ | --------- |
| Pecho, pantalón y medias | Adidas    |

#### Uniformes
| Uniforme                                                       | Jugadores de campo      | Jugadores de campo   | Jugadores de campo      | Entrenamiento | Entrenamiento |
| Uniforme                                                       | Titular 1               | Titular 2            | Alternativo             | Primero       | Segundo       |
| -------------------------------------------------------------- | ----------------------- | -------------------- | ----------------------- | ------------- | ------------- |
| Imagen                                                         |                         |                      |                         |               |               |
| Partidos utilizado                                             | 8                       | 4                    | 1                       | -             | -             |
| Primer partido                                                 | 8 de octubre de 2015    | 13 de marzo de 2017  | 6 de septiembre de 2016 | -             | -             |
| Último partido                                                 | 10 de noviembre de 2016 | 5 de octubre de 2017 | 6 de septiembre de 2016 | -             | -             |
| Actualizado al último partido jugado el: 10 de octubre de 2017 |                         |                      |                         |               |               |

#### Uniformes de arquero
| Uniforme                                                       | Arquero              | Arquero             | Arquero                 | Arquero                 | Arquero              | Arquero                 |
| Uniforme                                                       | Primero              | Segundo             | Tercero                 | Cuarto                  | Quinto               | Sexto                   |
| -------------------------------------------------------------- | -------------------- | ------------------- | ----------------------- | ----------------------- | -------------------- | ----------------------- |
| Imagen                                                         |                      |                     |                         |                         |                      |                         |
| Partidos utilizado                                             | 3                    | 2                   | 5                       | 2                       | 3                    | 2                       |
| Primer partido                                                 | 8 de octubre de 2015 | 3 de junio de 2012  | 1 de septiembre de 2016 | 6 de septiembre de 2016 | 13 de marzo de 2017  | 5 de septiembre de 2017 |
| Último partido                                                 | 24 de marzo de 2016  | 29 de marzo de 2016 | 28 de marzo de 2017     | 15 de noviembre de 2016 | 5 de octubre de 2017 | 10 de octubre de 2017   |
| Actualizado al ultimo partido jugado el: 10 de octubre de 2017 |                      |                     |                         |                         |                      |                         |

#### Variantes de uniforme
| Uniforme                                                       | Local                   | Visitante           |
| Uniforme                                                       | Variante 1              | Variante 1          |
| -------------------------------------------------------------- | ----------------------- | ------------------- |
| Imagen                                                         |                         |                     |
| Partidos utilizado                                             | 4                       | 1                   |
| Primer partido                                                 | 12 de noviembre de 2015 | 28 de marzo de 2017 |
| Último partido                                                 | 10 de octubre de 2017   | 28 de marzo de 2017 |
| Actualizado al ultimo partido jugado el: 10 de octubre de 2017 |                         |                     |

#### Variantes de uniforme de arquero
| Uniforme                                                       | Arquero                 |
| Uniforme                                                       | Variante 1              |
| -------------------------------------------------------------- | ----------------------- |
| Imagen                                                         |                         |
| Partidos utilizado                                             | 1                       |
| Primer partido                                                 | 12 de noviembre de 2015 |
| Último partido                                                 | 12 de noviembre de 2015 |
| Actualizado al ultimo partido jugado el: 10 de octubre de 2017 |                         |